# Svartaøya
Svartaøya est une île norvégienne du comté de Hordaland appartenant administrativement à Bømlo.

## Description
Rocheuse et désertique, à fleur d'eau, elle s'étend sur environ 104 m de longueur pour une largeur approximative de 80 m.